# Mariehøj Kirke
Mariehøj Kirke er en kirke i den sydvestlige del af Silkeborg. Kirken er tegnet af Viggo Hardie-Fischer og indviet i 1958. Den er korsformet, 20x20 m bred og lang og 33 m (3 etager) høj.